# نيبون بودوكان

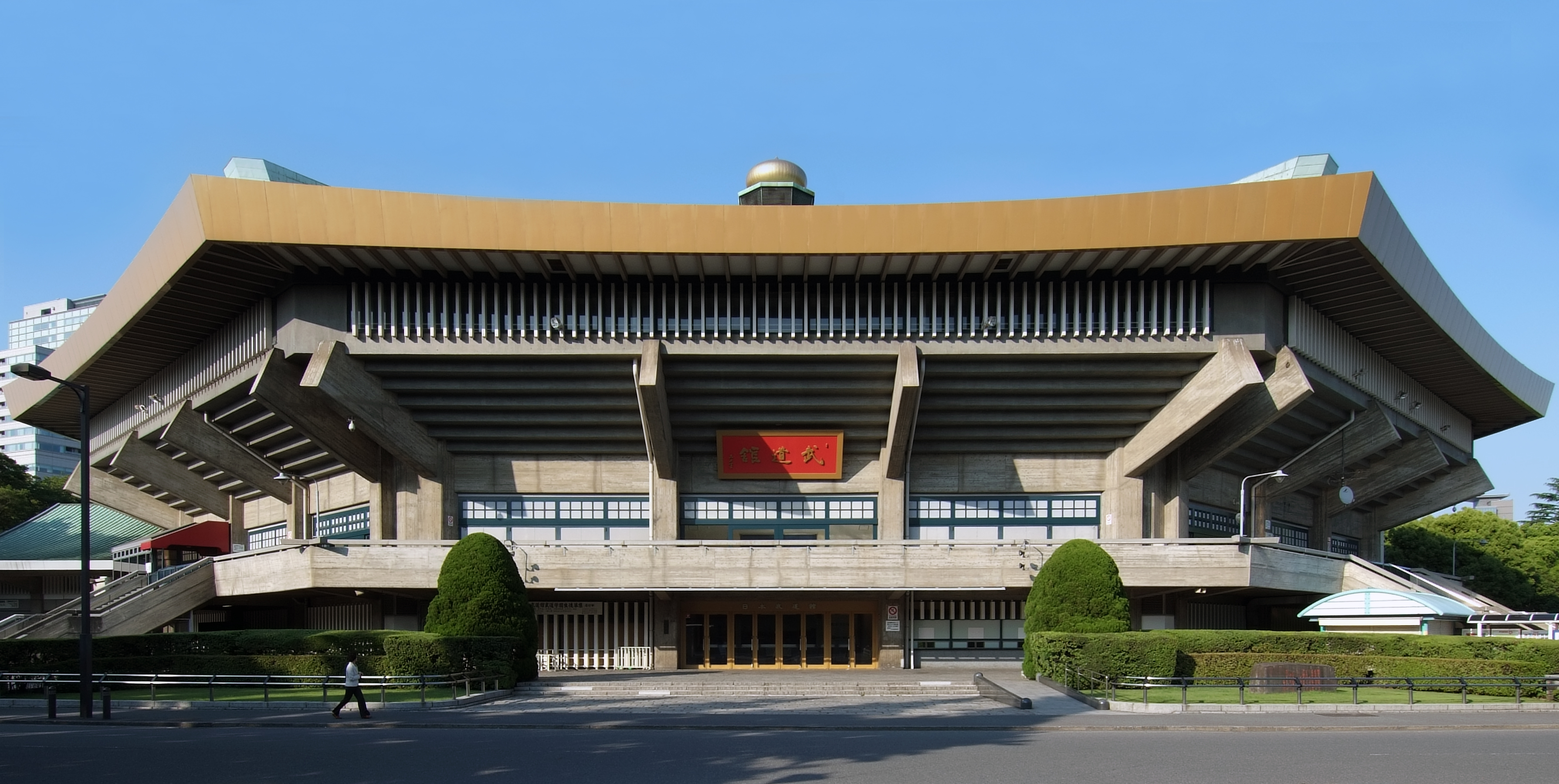
منظر خارجي لصالة نيبون بودوكان.

نيبون بودوكان (باليابانية: 日本武道館) والذي يعرف اختصارًا باسم بودوكان، هي صالة (حلبة) تقع في حي تشيودا بمدينة طوكيو في اليابان. بني نيبون بودوكان أصلاً لاستضافة منافسة الجودو في الألعاب الأولمبية الصيفية عام 1964، أمَّا حاليًا فيستضيف الكثير من الحفلات الموسيقية ومبارزات فنون القتال اليابانية. يستضيف المركز منافسات الكاراتيه والجودو في دورة الألعاب الأولمبية الصيفية 2020.

## الموقع
تقع صالة نيبون بودوكان في حديقة كيتانومارو وسط طوكيو، وتبعد دقيقتان سيرًا على الأقدام من محطة المترو كودانشيتا وبالقرب من ضريح ياسوكوني. ويتألف من مبنى ارتفاعه 42 مترًا ذو شكل مثمن ويتسع لـ 14,201 شخص، وقد بني على طراز صالة يومه-دونو في هوريو-جي في نارا.

## وصلات خارجية
- الموقع الرسمي ل «نيبون بودوكان»  (باليابانية)